# Service public fédéral Emploi, Travail et Concertation sociale
Le SPF Emploi, travail et concertation sociale  (SPF ETCS) est un service public fédéral belge dont la tâche clé est d'assurer les équilibres entre travailleurs et employeurs dans leur relation de travail. Il assure la protection et la promotion du bien-être au travail et participe au développement de la législation sociale tant sur le plan national qu'international.

## Missions
Les missions du SPF sont les suivantes :
- préparer, promouvoir et exécuter la politique en matière de relations collectives de travail, l'accompagnement de la concertation sociale, la prévention et la conciliation sociale ;
- préparer, promouvoir et exécuter la politique en matière de relations individuelles de travail ;
- préparer, promouvoir et exécuter la politique en matière de bien-être au travail ;
- préparer, promouvoir et exécuter la politique en matière d'emploi, de régulation du marché du travail et d'assurance contre le chômage ;
- préparer, promouvoir et exécuter la politique en matière d'égalité ;
- assurer le respect de la mise en œuvre des politiques en matière de relations collectives et individuelles, de bien-être, d'emploi et d'égalité par les services d'inspection qui ont un rôle de conseil, de prévention et de répression ;
- infliger des amendes administratives notamment en cas d'infraction aux dispositions réglementaires liées aux politiques en matière de relations collectives et individuelles, de bien-être, d'emploi et d'égalité ;
- sensibiliser les différents acteurs du monde social et économique à l'humanisation du travail ;
- approfondir l'Europe sociale.

### Fonds de fermeture des entreprises
Le rôle du Fonds de fermeture des entreprises, institution belge également appelée Fonds d'indemnisation des travailleurs licenciés en cas de fermeture des entreprises est de :
- Assurer le paiement d'une indemnité de fermeture aux travailleurs dont le contrat de travail en Belgique est rompu et ce, en cas de carence de l'employeur.
- Garantir sous certaines conditions et limites, le paiement des rémunérations et indemnités dues aux travailleurs lorsque l'employeur ne s'acquitte pas de ses obligations en cas de fermeture de ladite entreprise.